# Adriatic (paquebot de 1907)
Pour les articles homonymes, voir Adriatic.
L'Adriatic est un paquebot transatlantique britannique construit par les chantiers Harland & Wolff de Belfast et exploité par la White Star Line. Mis en service en 1907, il s'agit du quatrième navire d'une série de quatre paquebots de plus de 20 000 tonnes, les Big Four (avec le Celtic, le Cedric et le Baltic) et est le seul des quatre à ne jamais avoir été le plus grand paquebot au monde. C'est cependant le plus grand et le plus gros d'entre eux. Il se distingue également de ses jumeaux par des installations plus somptueuses, étant le premier paquebot à comporter des bains turcs et une piscine intérieure.
Il commence sa carrière sur la toute nouvelle ligne de Southampton à New York avant de rejoindre, à partir de 1911, ses jumeaux sur la ligne secondaire au départ de Liverpool. Il s'agit en effet de paquebots lents destinés à assurer un service aux tarifs modérés. Lorsque la Première Guerre mondiale éclate, l'Adriatic fait partie des navires qui poursuivent leur service transatlantique civil, tout en transportant de nombreuses provisions. À partir de 1917, il est réquisitionné et sert de transport de troupes.
Après guerre, il est modernisé à plusieurs reprises, et progressivement utilisé pour des croisières, qui deviennent sa principale activité dans les années 1930. Conservé au sein de la flotte de la Cunard-White Star lorsque les deux compagnies fusionnent en 1934, il est rapidement jugé inutile et vendu dès la fin de l'année. Il est démoli à Osaka en 1935.

## Histoire

### Conception et construction

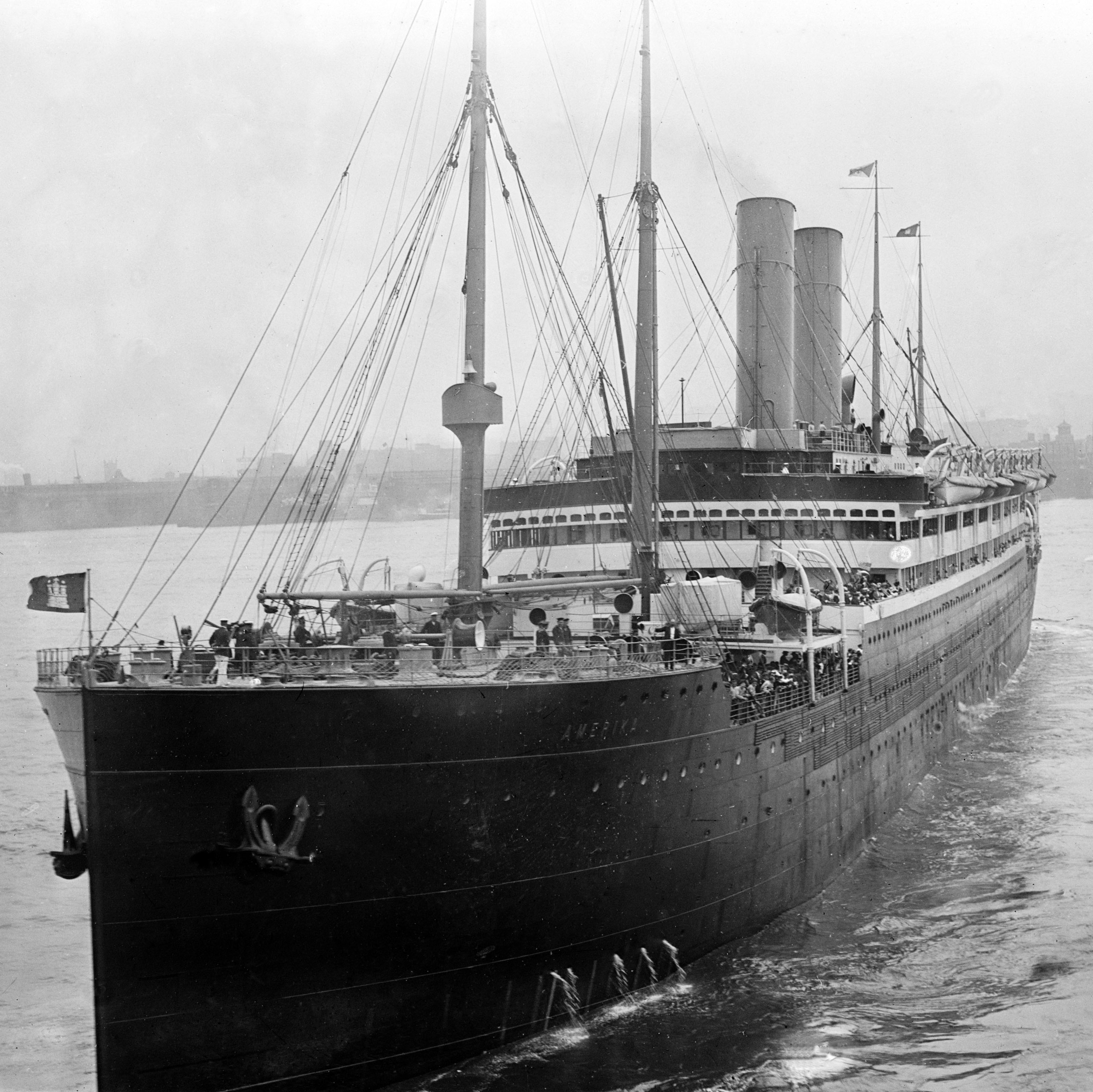
L'Adriatic a été construit dans les chantiers Harland & Wolff en même temps que l'Amerika.

À la fin du XIXe siècle, la White Star Line, sous l'égide de Thomas Henry Ismay, a modifié sa politique pour se lancer dans la construction de navires qui ne cherchent plus à s'imposer sur le terrain de la vitesse, mais à transporter en masse et avec régularité des passagers sur des paquebots spacieux et confortables. Ceci s'est traduit par la mise en service des Big Four, quatre paquebots de grande taille et à vitesse modérée mis en service au début du nouveau siècle. Le premier, le Celtic, entre en service en 1901, suivi du Cedric en 1903 et du Baltic en 1904. Le quatrième navire de la série, l'Adriatic, est commandé aux chantiers navals Harland & Wolff de Belfast dès décembre 1903, mais n'est terminé qu'en mai 1907, un délai étrangement long. Ce délai a un temps été expliqué par le fait que les chantiers construisaient à la même époque l'Amerika, au profil similaire, et que la coque initiale de l'Adriatic aurait finalement servi au paquebot allemand. C'est cependant peu probable, l'Amerika ayant été mis en construction sous le numéro 357 et l'Adriatic sous le numéro 358, mais surtout parce que ce dernier était nettement plus grand.
Pour continuer à disposer des plus gros navires au monde, la White Star avait demandé aux chantiers d'agrandir le Baltic durant sa construction : le navire jaugeait ainsi près de 3 000 tonneaux de plus que son prédécesseur, mais il était en retour légèrement plus lent, ses machines n'ayant pas été modifiées. Dans le cas de l'Adriatic, il est décidé de lui donner une taille similaire à son prédécesseur (son tonnage le surpassant néanmoins de quelques centaines de tonneaux), mais des machines nettement plus puissantes afin de lui permettre de maintenir une meilleure vitesse. Son nom, en référence à la mer Adriatique, lui est également donné en référence à un précédent paquebot qui a servi la compagnie durant près de trente ans à la fin du siècle précédent.
L'Adriatic est finalement lancé le 20 septembre 1906, le même jour que l'un de ses concurrents directs, le Mauretania de la Cunard Line. Il est ensuite achevé en cale sèche et livré à sa compagnie le 25 avril 1907, avant de rejoindre Liverpool pour son voyage inaugural.

### Premières années

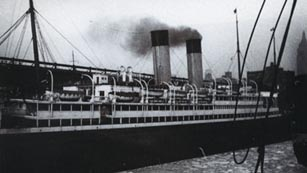
L'Adriatic à New York.

Lors de son entrée en service, l'Adriatic est célébré par la White Star Line comme « le plus grand navire du monde » (bien que le Kaiserin Auguste Victoria le dépasse de quelques tonneaux), et la compagnie organise un départ en grande pompe pour son voyage inaugural de Liverpool à New York le 8 mai 1907. Le paquebot navigue sous le commandement d'Edward Smith, venu du Baltic, et qui déclare à l'arrivée du navire en Amérique : « Je ne peux pas imaginer qu’un désastre quelconque se produise avec ce navire : la construction navale moderne a dépassé ce stade. » ; cette citation est souvent mentionnée par erreur en référence au Titanic, que Smith commandait lors de son naufrage.
Le paquebot effectue son retour à destination de Southampton. Ce port, jusque-là peu fréquenté par les compagnies britanniques, est en effet choisi pour servir d'attache au nouveau service express voulu par la White Star, en vue de l'arrivée de ses paquebots de classe Olympic. Il a en outre pour avantage de permettre une escale française à Cherbourg. L'Adriatic est ainsi affecté à ce nouveau service aux côtés de l'Oceanic, du Teutonic et du Majestic. Dans le même temps, Liverpool devient un port de départ secondaire pour un service lent assuré par le Baltic, le Cedric, le Celtic et l'Arabic, destinés à être rejoints par l'Adriatic une fois les nouveaux paquebots entrés en service.

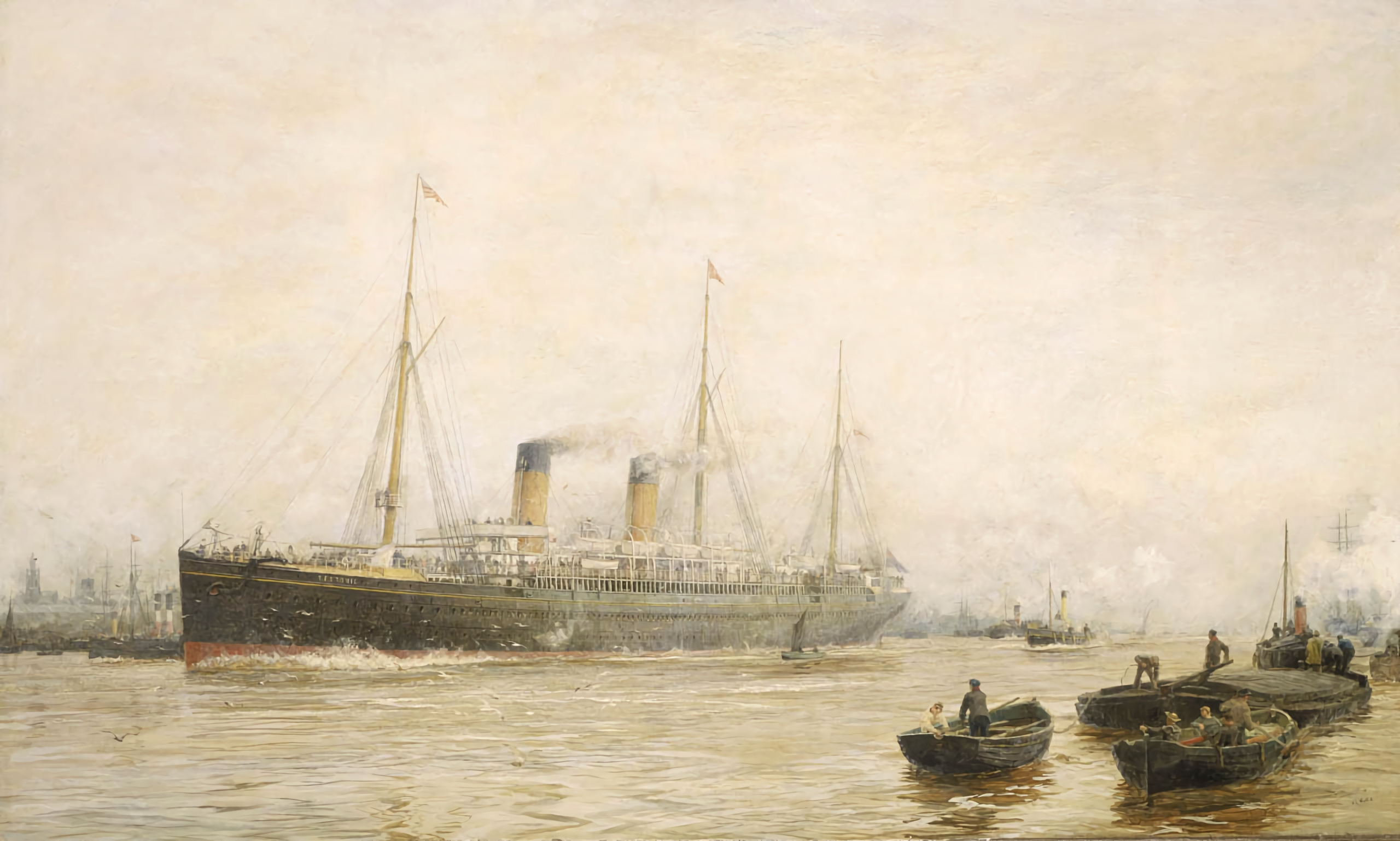
Le Teutonic est un des navires qui servent aux côtés de l'Adriatic sur la ligne de Southampton.

Durant ce service, l'Adriatic se révèle très populaire auprès de la clientèle pour ses installations luxueuses (il est le premier paquebot ayant des bains turcs et une piscine intérieure) malgré une vitesse inférieure à ses compagnons de route. Un incident survient le 10 octobre 1908, lorsqu'il est découvert que quatre membres d'équipage volaient les bagages des passagers et les dissimulaient dans le navire en vue de les revendre ensuite. Leur butin est estimé à 4 000 livres, somme très importante pour l'époque. Autres incidents en novembre 1909, lorsque le paquebot s'échoue dans l'entrée du chenal d'Ambrose en allant à New York, puis en août 1910 lorsque les chauffeurs du paquebot se mutinent à Southampton. Le 26 juin 1911, à la suite de l'entrée en service de l'Olympic, l'Adriatic effectue sa dernière traversée au départ de Southampton avant de rejoindre ses jumeaux sur la ligne de Liverpool. Il y reste jusqu'à la Première Guerre mondiale, bien qu'il ait également fait des croisières entre New York et la Méditerranée durant l'hiver 1911.
Au printemps de 1912, après le naufrage du Titanic, l'Adriatic rapatrie plusieurs rescapés, en particulier Millvina Dean (dernière survivante morte, en 2009), puis au début de mai Joseph Bruce Ismay et les quatre officiers survivants, après les audiences de la commission d'enquête américaine. Tirant les leçons du naufrage, la compagnie équipe le navire de nombreuses embarcations de sauvetage supplémentaire. Les exercices d'évacuation sont également renforcés, et l'un d'eux tourne mal le 1er décembre suivant : trois membres d'équipage sont blessés et un autre tué lors d'une mauvaise manœuvre.

### L'Adriatic pendant la Première Guerre mondiale

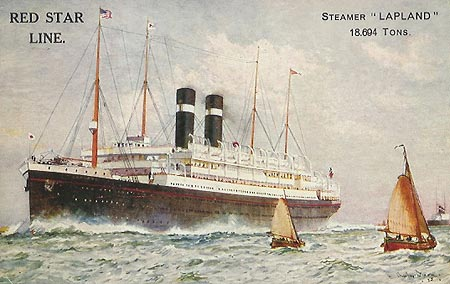
Au début de la guerre, l'Adriatic est rejoint dans son service transatlantique par le Lapland.

Lorsque la Première Guerre mondiale éclate, l'Adriatic et le Baltic continuent à assurer un service régulier sur la ligne de Liverpool tandis que d'autres paquebots de la White Star Line sont réquisitionnés. Ils sont rapidement rejoints par trois navires de la Red Star Line, le Vaderland, le Zeeland et le Lapland. Les importantes cargaisons de l'Adriatic lui permettent de transporter d'importantes quantités de provisions bienvenues en temps de guerre, mais les autorités américaines, alors neutres dans le conflit, regardent le navire avec suspicion, craignant qu'il ne fasse secrètement escale à Halifax pour récupérer des troupes canadiennes. Du 12 avril 1917 au 28 février 1919, le navire sert dans le cadre du Liner Requisition Scheme et transporte troupes et munitions à travers l'Atlantique à partir de l'entrée en guerre des États-Unis.
Durant cette période, le 26 janvier 1918, alors qu'il est accosté au quai 60 à New York, il est victime d'un incendie lorsque des barils de pétrole stockés sur son pont prennent feu. Les pompiers parviennent à maîtriser les flammes en inondant le pont et en jetant les barils incendiés à la mer. Durant le conflit, les imposantes soutes de l'Adriatic ont en effet souvent été mises à profit afin d'approvisionner la Royal Navy en carburant.
Le conflit terminé, le paquebot est entièrement remis en état, et ses installations sont modifiées afin de transporter moins de passagers.

### Fin de carrière

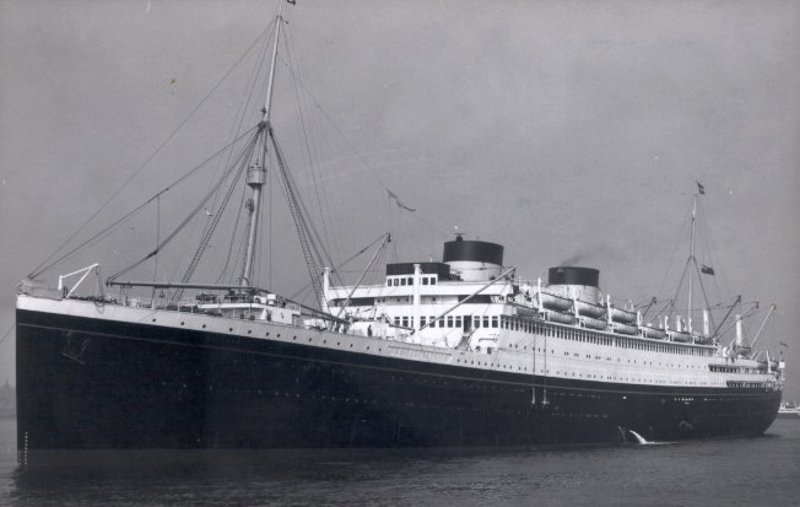
Au début des années 1930, les Big Four sont remplacés par de nouveaux navires comme le Britannic.

L'Adriatic est de retour en service le 3 septembre 1919, au départ de Southampton et accompagné du Lapland, afin d'assurer un service provisoire en attendant le retour des navires réquisitionnés et l'arrivée de nouveaux paquebots. Dès 1920, le Lapland est remplacé par l'Olympic, de retour sur la ligne. Il est finalement retiré après une dernière traversée, le 14 décembre 1921, en vue de l'arrivée du Majestic et de l'Homeric. Après une refonde à Belfast, il retrouve le Celtic, le Cedric et le Baltic sur la ligne de Liverpool, à partir du 13 mai 1922. Le 11 août suivant, le navire est secoué par une explosion survenue dans sa cale no 3 alors qu'il se trouve non loin de Queenstown. Cinq hommes sont tués dans l'explosion causée par le charbon entreposé là. L'incendie qui a suivi est rapidement maîtrisé avant d'avoir menacé le navire. Le navire décline les propositions d'assistance, reprend sa route, et atteint New York le 13 août. À partir de 1923, les Big Four font régulièrement escale à Boston avant d'arriver à New York. En 1925, l'Adriatic est affrété par des Gallois vivant en Amérique et désireux de se rendre à l'Eisteddfod Genedlaethol. La même année et malgré ses 18 ans, il bat son record de vitesse en effectuant la traversée entre New York et Liverpool en 7 jours et 6 minutes. Dans le même temps, le trafic transatlantique se réduisant, l'Adriatic est de plus en plus utilisé pour des croisières. En 1928, lorsqu'il revient de Méditerranée, il est à nouveau reconverti, cette fois-ci pour devenir un navire de « classe cabine » offrant des tarifs plus abordables. Effectuant sa première traversée à ce titre le 28 avril 1928, il rencontre rapidement un grand succès dans ce domaine.
En 1929, les croisières ne parviennent plus à être assez rentables. L'Adriatic est mis au repos à Liverpool durant tout l'hiver, tandis que la crise économique éclate. Il ne sert plus désormais que durant les étés. L'arrivée du Britannic et du Georgic contribue plus encore à rendre l'Adriatic inutile. Il sert de terrain expérimental pour une croisière d'un week-end à très bas tarif durant l'été 1931, mais l'opération n'est pas probante et ses croisières de septembre sont annulées. En 1932, le Cedric est envoyé à la casse. Il est suivi dès l'année suivante par le Baltic. Néanmoins, il est décidé de garder l'Adriatic comme navire de réserve, l'économie britannique semblant se remettre peu à peu. Les étés suivants ne sont pas plus prolifiques et le paquebot ne fait que quelques croisières au large de la péninsule ibérique et d'occasionnelles traversées de l'Atlantique.
Le 24 février 1934, le paquebot effectue sa dernière traversée transatlantique. Le mois suivant, il effectue une croisière spécialement destinée aux scouts, avec notamment à son bord Robert Baden-Powell. Au printemps, la White Star Line fusionne avec sa rivale, la Cunard. L'Adriatic fait partie de la nouvelle flotte, mais est clairement superflu au vu de son âge. Après une dernière croisière en septembre, le paquebot est immobilisé, et vendu en novembre à des démolisseurs japonais pour 48 000 livres. Il part le 19 décembre 1934 pour Osaka, où il arrive le 5 mars suivant pour y être démantelé.

## Caractéristiques et décoration

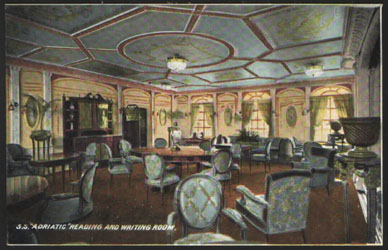
Le salon de lecture et d'écriture de l’Adriatic.

Dernier des Big Four, l'Adriatic affiche des dimensions similaires au Baltic avec 222,2 m de long pour 23 m de large et 16 de tirant d'eau. Il est légèrement plus volumineux que son prédécesseur, avec 24 541 tonneaux de jauge brute, ce qui en fait l'un des plus gros paquebots au monde à sa mise en service (le Kaiserin Auguste Victoria ne le dépassant que de 30 tonneaux). Cependant, l'apparence reste la même que chez ses trois sister-ships. L’Adriatic possède donc une coque noire à base rouge, le tout surmonté d'une superstructure blanche. Ses cheminées sont couleur chamois couronnées de noir, et le navire possède quatre mâts destinés à servir de support au nid de pie, ainsi qu'aux câbles de la télégraphie sans fil. Il dispose également de quatre ponts continus, ainsi qu'un pont supérieur et plusieurs superstructures. Dans les années 1920, il se distingue de ses jumeaux en ayant la partie avant de son pont promenade équipée de vitres.
Comme les autres navires de la série, l'Adriatic est propulsé par deux hélices actionnées par des machines à quadruple expansion. Cependant, au vu de son tonnage plus élevé, la White Star l'a fait équiper de machines plus puissantes, capables de générer une puissance de16 000 ihp et d'atteindre une vitesse moyenne de 17 nœuds, supérieure à celle de ses jumeaux mais toujours nettement inférieure aux paquebots les plus rapides de la ligne. En temps normal, il consomme 260 tonnes de charbon par jour.
L’Adriatic se démarque de ses jumeaux par le luxe de ses installations. Outre la somptueuse salle à manger surmontée d'une verrière, le fumoir orné de vitraux, le café véranda et les salons qu'il partage avec ses sister-ships, le paquebot est le premier à être équipé de bains turcs, ainsi que d'une piscine intérieure. Au début de sa carrière, l'Adriatic peut transporter 425 passagers de première classe, 500 de deuxième et 2 000 de troisième (le tout accompagné de 560 membres d'équipage). À partir de 1919, il est refondu pour ne transporter que 400 passagers de première, 465 de deuxième et 1 300 de troisième classe. Enfin, à partir de 1928, ses capacités sont transformées pour accueillir 506 passagers de classe cabine, 560 de touriste et 404 de troisième.